# Сулейменов, Нурлан Ильясович
Нурлан Ильясович Сулейменов (каз. Нұрлан Ілиясұлы Сүлейменов; род. 22 января 1946, Енбекшиказахский район, Алма-Атинская область, Казахская ССР) — казахстанский общественный и политический деятель. Депутат Сената Парламента Республики Казахстан (2008—2014).

## Биография
Родился 22 января 1946 года в селе Акбастау Енбекшиказахского района Алматинской области.
В 1968 году окончил Казахский политехнический институт по специальности «горный инженер».
В 1988 году окончил Алма-Атинскую высшую партийную школу по специальности «преподаватель партийного и советского строительства, научного коммунизма».
Женат. Супруга – Сулейменова Нагима Эртугановна (1942 г.р.), пенсионерка, врач-педиатр. Дочери - Гульмира (1970 г.р.), Айгуль (1972 г.р.), Шолпан (1974 г.р.); сын – Эрлан (1980 г.р.). Имеет 6 внуков.

## Трудовая деятельность
С 1968 по 1971 годы — Инженер, старший инженер Южно-Казахстанского геологического управления.
С 1971 по 1976 годы — Инструктор, заведующий отделом Алма-Атинского горкома, первый секретарь Советского райкома ЛКСМК.
С 1976 по 1979 годы — Инструктор Алма-Атинского горкома партии.
С 1979 по 1985 годы — Помощник первого секретаря Алма-Атинского обкома партии.
С 1985 по 1991 годы — Председатель Ауэзовского райисполкома.
С 1991 по 1992 годы — Первый секретарь Ауэзовского райкома партии, председатель райсовета.
С 1992 по 1994 годы — Заместитель главы Алматинской городской администрации.
С 1994 по 1995 годы — Руководитель секретариата сессий Верховного Совета Республики Казахстан.
С 1995 по 1997 годы — Руководитель аппарата — заместитель главы администрации, акима гор. Алматы.
С 1997 по 2001 годы — Начальник Алматинского городского управления труда и социальной защиты населения.
С 2001 по 2008 годы — Руководитель аппарата акима Алматинской области.

## Выборные должности, депутатство
С 1990 по 1995 годы — Депутат Верховного Совета Республики Казахстан 12-13-го созывов от Тастакского избирательного округа № 5 г. Алматы.
С 2008 по 2014 годы — Депутат Сената Парламента Республики Казахстан от Алматинской области. Член Комитета по экономическому развитию и предпринимательству.
С 2002 по 2006 годы — Председатель Алматинского областного филиала партии «Отан».

## Награды и звания
- Орден «Знак Почёта» (СССР 1982 года)
- Орден «Почёта» (Казахстан 2007 года)[3]
- Заслуженный деятель Казахстана (2002 года)[4]
- Личное благодарственное письмо Первого Президента Республики Казахстан и нагрудный знак «Алтын барыс» (2006)
- Почётная грамота Верховного Совета Казахской ССР (1976)
- Почётный гражданин Алматинской области.
- Награждён правительственными и государственными медалями Республики Казахстан.
- Почётная грамота ЕврАзЭС (2011 год)[5]